# Corrente delle Azzorre
La corrente delle Azzorre è una corrente oceanica che fluisce in direzione est-sudest nell'Oceano Atlantico settentrionale.

## Caratteristiche
Questa corrente marina ha origine nei pressi dei Grandi Banchi di Terranova (a 45° N e 45° O), laddove la Corrente del Golfo si divide in due rami: quello settentrionale dà origine alla Corrente nord-atlantica, mentre quello meridionale dà luogo alla corrente delle Azzorre.
La corrente fluisce verso sudest fino ad attraversare la dorsale medio atlantica, dopodiché si dirige verso est fino ad avvicinarsi alle coste africane, dirigendosi quindi verso il Golfo di Cadice, dove una parte delle sue acque penetra nello stretto di Gibilterra.
Ricerche pubblicate all'inizio degli anni 2000  suggeriscono che il flusso di acqua salata proveniente dal Mar Mediterraneo favorirebbe il rafforzamento della corrente delle Azzorre.